# Xã Elizabeth, Quận Jo Daviess, Illinois
Xã Elizabeth (tiếng Anh: Elizabeth Township) là một xã thuộc quận Jo Daviess, tiểu bang Illinois, Hoa Kỳ. Năm 2010, dân số của xã này là 1.111 người.